# Joanna Wróblewska
Joanna Wróblewska (ur. 27 grudnia 1995 w Ciechanowie) – polska piłkarka, grająca na pozycji pomocnika w klubie Śląsk Wrocław, reprezentantka Polski.

## Życiorys
Zaczęła grać w piłkę nożną w juniorskiej drużynie Trójka Ciechanów, potem grała w MKS Ciechanów i AZS Wrocław. W 2013 rozpoczęła zawodową karierę piłkarską w KS AZS Wrocław. Po pięciu sezonach przeniosła się do GKS Katowice. Latem 2020 wróciła do wrocławskiego klubu, który po nawiązaniu współpracy ze Śląskiem przyjął nazwę Śląsk Wrocław.

### Reprezentacja
Została powołana do drużyn dziewczęcych i młodzieżowych reprezentacji Polski. 12 kwietnia 2016 roku zadebiutowała w kadrze narodowej w przegranym 1:2 wyjazdowym meczu eliminacyjnym ME ze Słowacją.

## Sukcesy i odznaczenia

### Sukcesy piłkarskie
KS AZS Wrocław
- brązowa medalistka mistrzostw Polski (1): 2013/14

### Sukcesy indywidualne
- najlepsza polska piłkarka roku wg "Tylko kobiecy futbol": 2020[2]